# Илица 1
Илица 1 (хрв. Neboder u Ilici, Ilički neboder) је зграда која се налази у улици Илица са погледом на Трг бана Јелачића у Загребу. На хрватском, зграда је колоквијално позната под генеричким називом Небодер јер је то био први пословни небодер у земљи.

## Историја
Зграда коју су пројектовали Слободан Јовичић, Јосип Хитил и Иван Жуљевић, грађена је између 1957. и 1958. године, а свечано је отворена 22. августа 1959. када је Већеслав Хољевац био градоначелник Загреба. Била је највиша зграда у Југославији у време њеног завршетка и прва зграда у земљи која је имала алуминијумску фасаду. Алуминијумски лимови за зграду су се производили у фабрици авиона Утва у Панчеву. Међу другим значајним небодерима изграђеним раније у Загребу су деветоспратна модернистичка зграда Лови изграђена 1933. и дрвени небодер који је дизајнирао Драго Иблер, али пошто су обе биле стамбене зграде које су по дизајну личиле на небодере, али не и по функцији или величини, шеснаестоспратница Илица 1 важи за први „бона фиде небодер” изграђен у Загребу и Југославији.
Главни инвеститори били су Кончар и Феримпорт, две велике државне компаније. У згради су се касније налазиле канцеларије Феримпорта, али је такође имала осматрачницу и ресторан на последњем спрату (касније претворен у краткотрајни диско клуб) и мали тржни центар изграђен око основе зграде, који повезује Илицу, Гајеву, Боговићеву и Петрићеву улицу. Осматрачница је деценијама била отворена за јавност, али је 1967. године била ограђена сигурносним оградама након што је мушкарац извршио самоубиство скочивши са ње и пао на жену у пролазу, која је такође убијена.
Феримпорт је касније доживео драматичан пад 1990-их након приватизације у годинама након хрватске независности и пада комунизма, а зграда је у том периоду пропадала.
Године 2001, три године након што је Феримпорт ушао у управу, продат је за шест милиона евра Питеру Дими де Франкопану, британском инвеститору у некретнине који је тврдио да је пореклом Франкопан, из хрватске аристократске породице за коју се сматрало да је изумрла у 17. веку. Франкопан је имао планове за реконструкцију објекта већег обима, али је првобитни концепт који је подразумевао комплетан редизајн фасаде и додавање панорамских лифтова, спиралних степеништа и неколико додатних спратова градски завод за заштиту одбио. Пројекат је затим одложен четири године док градске власти нису одобриле ревидирани план реновирања децембра 2005.
Након одобрења, реновирање је започето 2006. и завршено је почетком 2008. године. Пројекат је осмислила фирма за дизајн ентеријера Аукет Фицрои Робинсон у сарадњи са загребачким архитектонским студијом Проарх, а зграду је урадила грађевинска компанија Штрабаг. Најзначајнија промена у екстеријеру била је замена првобитно прозора тамносивим стаклом. Зграда тренутно има 5600 м2 пословног простора, а осматрачница на последњем спрату је затворена за јавност 2007. године. Поново је отворена 2013. као „Загребачко око”.